# モンロー郡 (ジョージア州)
モンロー郡（Monroe County）は、アメリカ合衆国ジョージア州にある郡である。人口は2万6424人（2010年）。郡庁所在地はフォーサイスである。

## 地理
アメリカ合衆国統計局によると、この郡は総面積1,030 km2 (398 mi2) である。このうち1,025 km2 (396 mi2) が陸地で6 km2 (2 mi2) が水地域である。総面積の0.55%が水地域となっている。

## 人口動勢
2000年現在の国勢調査で、この郡は人口21,757人、7,719世帯、及び6,005家族が暮らしている。人口密度は21/km2 (55/mi2) である。8/km2 (21/mi2) の平均的な密度に8,425軒の住宅が建っている。この郡の人種的な構成は白人70.36%、アフリカン・アメリカン27.93%、先住民0.35%、アジア0.34%、太平洋諸島系0.03%、その他の人種0.25%、及び混血0.74%である。ここの人口の1.29%はヒスパニックまたはラテン系である。
この郡内の住民は26.30%が18歳未満の未成年、18歳以上24歳以下が8.30%、25歳以上44歳以下が30.40%、45歳以上64歳以下が24.70%、及び65歳以上が10.30%にわたっている。中央値年齢は36歳である。女性100人ごとに対して男性は99.40人である。18歳以上の女性100人ごとに対して男性は97.20人である。
この郡内の世帯ごとの平均的な収入は44,195米ドルであり、家族ごとの平均的な収入は51,093米ドルである。男性は34,433米ドルに対して女性は22,146米ドルの平均的な収入がある。この郡の一人当たりの収入 (per capita income) は19,580米ドルである。人口の9.80%及び家族の7.30%は貧困線以下である。全人口のうち18歳未満の12.00%及び65歳以上の13.30%は貧困線以下の生活を送っている。

## 都市及び町
- Bolingbroke
- Culloden
- フォーサイス (Forsyth)
- Juliette
- Smarr

## 自治体化されていない地域
- ハイフォールズ (High Falls)
- Blount